# Yannick Noah
Yannick Noah (Sedan, 18 de maig de 1960) és un extennista professional i cantant francès. La fita esportiva més important que va assolir va ser el triomf a la final masculina de Roland Garros el 1983. També fou capità dels equips francesos de la Copa Davis i la Copa Federació. Arribà al tercer lloc en el rànquing individual i al capdamunt del rànquing de dobles. Retirat del món del tennis es va dedicar a la música i també fundà una organització benèfica. El seu fill Joakim Noah és jugador dels Chicago Bulls de l'NBA.
Noah va néixer a França l'any 1960 fill de Zacharie Noah, futbolista camerunès, i Marie-Claire, professora i jugadora de bàsquet francesa. A causa d'una greu lesió del seu pare l'any 1963, la família es va traslladar al Camerun on va començar a jugar a tennis. Als 11 anys fou descobert pels tennistes Arthur Ashe i Charlie Pasarell, i el seu talent no va passar desapercebut per la federació francesa de tennis que li va permetre tornar a França l'any 1971.
Es va casar amb Cécilia Rodhe, Miss Suècia 1978 i escultora, amb qui tingué dos fills, Joakim (1985) i Yelena (1986). El primer és un famós jugador de bàsquet de l'NBA amb els Chicago Bulls mentre que Yelena és model. Posteriorment es va casar amb la model britànica Heather Stewart-Whyte amb qui tingué dos fills més, Elijah (1996) i Jénayé (1997). Actualment està casat amb la productora de televisió francesa Isabelle Camus, amb qui ha tingut el seu cinquè fill, Joalukas (2004).
Noah és propietari d'un restaurant a Saint Barthélemy, a les Antilles Franceses, de nom Do Brazil.
El 15 de juliol de 1996 fou demandat per les autoritats franceses per evasió fiscal durant els anys 1993 i 1994, i el tribunal va confirmar posteriorment que Noah no havia declarat tres comptes bancaris a Suïssa, Països Baixos i als Estats Units.

## Torneigs del Grand Slam

### Individual: 1 (1−0)
| Resultat  | Núm. | Any  | Campionat     | Oponent a la final | Marcador         |
| --------- | ---- | ---- | ------------- | ------------------ | ---------------- |
| Guanyador | 1.   | 1983 | Roland Garros | Mats Wilander      | 6−2, 7−5, 7−6(3) |

### Dobles masculins: 3 (1−2)
| Resultat  | Núm. | Any  | Campionat     | Parella       | Oponents a la final         | Marcador                      |
| --------- | ---- | ---- | ------------- | ------------- | --------------------------- | ----------------------------- |
| Guanyador | 1.   | 1984 | Roland Garros | Henri Leconte | Pavel Složil Tomáš Šmíd     | 6−4, 2−6, 3−6, 6−3, 6−2       |
| Finalista | 1.   | 1985 | US Open       | Henri Leconte | Ken Flach Robert Seguso     | 7−6(5), 6−7(1), 6−7(6), 0−6   |
| Finalista | 2.   | 1987 | Roland Garros | Guy Forget    | Anders Järryd Robert Seguso | 7−6(5), 7−6(2), 3−6, 4−6, 2−6 |

## Carrera esportiva

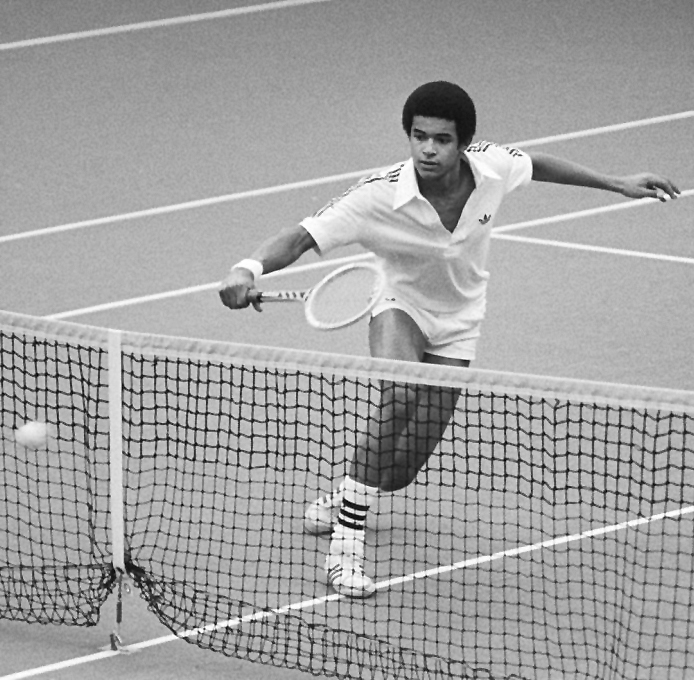
Yannick Noah en la Copa Davis (1979).

Va esdevenir professional l'any 1977 i guanyà el primer títol a Manila l'any següent. Noah va convertir-se en heroi nacional el 1983 quan va guanyar el Roland Garros, 37 anys sense vencedor local després de la victòria de Marcel Bernard el 1946. De fet, aquest continua sent la darrera victòria d'un tennista francès a París. L'any següent també va imposar-se en la final de dobles amb el seu compatriota Henri Leconte. L'agost de 1986 va esdevenir número 1 del rànquing de dobles, posició que va mantenir durant 19 setmanes. En el rànquing individual arribà a la tercera posició, però encara continua sent el tenista francès que més amunt ha arribat en el rànquing individual des de la seva introducció. No aconseguí cap títol més de Grand Slam però disputà dues finals més en dobles amb Leconte (US Open 1985) i Guy Forget (Roland Garros 1987).
Noah va defensar l'equip francès de Copa Davis durant onze temporades amb un balanç positiu de 39 victòries i 22 derrotes (26-15 individual i 13-7 en dobles). El 1982 van arribar a la final però foren derrotats per l'equip estatunidenc. Nou anys després, ja retirat, fou nomenat capità de l'equip francès de Copa Davis i en aquesta ocasió si que es van poder imposar en la final, també davant l'equip estatunidenc, 59 anys després de la seva darrera victòria. El 1996 van repetir el títol imposant-se a Suècia en aquesta ocasió. L'any següent fou nomenat capità de l'equip francès de Copa Federació i va conduir l'equip a la primera victòria de la seva història.
L'any 2005 fou inclòs en l'International Tennis Hall of Fame.

## Palmarès

### Individual: 36 (23−13)
| Resultat  | Núm. | Data | Torneig                       | Superfície   | Oponent en la final | Marcador                    |
| --------- | ---- | ---- | ----------------------------- | ------------ | ------------------- | --------------------------- |
| Finalista | 1.   | 1978 | Niça, França                  | Terra batuda | José Higueras       | 3−6, 4−6, 4−6               |
| Guanyador | 1.   | 1978 | Manila, Filipines             | Terra batuda | Peter Feigl         | 7−6, 6−0                    |
| Guanyador | 2.   | 1978 | Calcuta, Índia                | Terra batuda | Pascal Portes       | 6−3, 6−2                    |
| Guanyador | 3.   | 1979 | Nancy, França                 | Dura (i)     | Jean-Louis Haillet  | 6−2, 5−7, 6−1, 7−5          |
| Guanyador | 4.   | 1979 | Madrid, Espanya               | Terra batuda | Manuel Orantes      | 6−3, 6−7, 6−3, 6−2          |
| Guanyador | 5.   | 1979 | Bordeus, França               | Terra batuda | Harold Solomon      | 6−0, 6−7, 6−1, 1−6, 6−4     |
| Finalista | 2.   | 1980 | Roma, Itàlia                  | Terra batuda | Guillermo Vilas     | 0−6, 4−6, 4−6               |
| Guanyador | 6.   | 1981 | Richmond, Estats Units        | Moqueta      | Ivan Lendl          | 6−1, 3−1, retirada          |
| Guanyador | 7.   | 1981 | Niça                          | Terra batuda | Mario Martínez      | 6−4, 6−2                    |
| Finalista | 3.   | 1981 | Gstaad, Suïssa                | Terra batuda | Wojtek Fibak        | 1−6, 6−7                    |
| Guanyador | 8.   | 1982 | La Quinta, Estats Units       | Dura         | Ivan Lendl          | 6−3, 2−6, 7−5               |
| Finalista | 4.   | 1982 | Niça (2)                      | Terra batuda | Balázs Taróczy      | 2−6, 6−3, 11−13             |
| Guanyador | 9.   | 1982 | South Orange, Estats Units    | Terra batuda | Raúl Ramírez        | 6−3, 7−6                    |
| Guanyador | 10.  | 1982 | Basilea, Suïssa               | Dura (i)     | Mats Wilander       | 6−4, 6−2, 6−3               |
| Guanyador | 11.  | 1982 | Tolosa, França                | Dura (i)     | Tomáš Šmíd          | 6−3, 6−2                    |
| Finalista | 5.   | 1983 | Lisboa, Portugal              | Terra batuda | Mats Wilander       | 6−2, 6−7(2), 4−6            |
| Guanyador | 12.  | 1983 | Madrid (2)                    | Terra batuda | Henrik Sundström    | 3−6, 6−0, 6−2, 6−4          |
| Guanyador | 13.  | 1983 | Hamburg, Alemanya             | Terra batuda | José Higueras       | 3−6, 7−5, 6−2, 6−0          |
| Guanyador | 14.  | 1983 | Roland Garros, França         | Terra batuda | Mats Wilander       | 6−2, 7−5, 7−6(3)            |
| Finalista | 6.   | 1984 | La Quinta                     | Dura         | Jimmy Connors       | 2−6, 7−6(7), 3−6            |
| Finalista | 7.   | 1985 | Memphis, Estats Units         | Moqueta      | Stefan Edberg       | 1−6, 0−6                    |
| Guanyador | 15.  | 1985 | Roma                          | Terra batuda | Miloslav Mečíř      | 6−3, 3−6, 6−2, 7−6(4)       |
| Guanyador | 16.  | 1985 | Washington D.C., Estats Units | Terra batuda | Martín Jaite        | 6−3, 6−4                    |
| Guanyador | 17.  | 1985 | Tolosa (2)                    | Dura (i)     | Tomáš Šmíd          | 6−4, 6−4                    |
| Finalista | 8.   | 1985 | Basilea                       | Dura (i)     | Stefan Edberg       | 7−6, 4−6, 6−7, 1−6          |
| Finalista | 9.   | 1986 | La Quinta (2)                 | Dura         | Joakim Nyström      | 1−6, 3−6, 2−6               |
| Finalista | 10.  | 1986 | Montecarlo, Mónaco            | Terra batuda | Joakim Nyström      | 3−6, 2−6                    |
| Guanyador | 18.  | 1986 | Forest Hills, Estats Units    | Terra batuda | Guillermo Vilas     | 7−6(3), 6−0                 |
| Finalista | 11.  | 1986 | Basilea (2)                   | Dura (i)     | Stefan Edberg       | 6−7(5), 2−6, 7−6(7), 6−7(5) |
| Guanyador | 19.  | 1986 | Wembley, Regne Unit           | Moqueta      | Jonas Svensson      | 6−2, 6−3, 6−7(12), 4−6, 7−5 |
| Guanyador | 20.  | 1987 | Lió, França                   | Moqueta      | Joakim Nyström      | 6−4, 7−5                    |
| Finalista | 12.  | 1987 | Forest Hills                  | Terra batuda | Andrés Gómez        | 4−6, 6−7(5), 6−7(1)         |
| Guanyador | 21.  | 1987 | Basilea (2)                   | Dura (i)     | Ronald Agénor       | 7−6(6), 6−4, 6−4            |
| Guanyador | 22.  | 1988 | Milà, Itàlia                  | Moqueta      | Jimmy Connors       | 4−4, retirada               |
| Finalista | 13.  | 1989 | Indian Wells (3)              | Dura         | Miloslav Mečíř      | 6−3, 6−2, 1−6, 2−6, 3−6     |
| Guanyador | 23.  | 1990 | Sydney, Austràlia             | Dura         | Carl-Uwe Steeb      | 5−7, 6−3, 6−4               |

### Dobles masculins: 25 (16−9)
| Resultat  | Núm. | Data | Torneig                              | Superfície   | Parella            | Oponents en la final            | Marcador                |
| --------- | ---- | ---- | ------------------------------------ | ------------ | ------------------ | ------------------------------- | ----------------------- |
| Finalista | 1.   | 1978 | Calcuta, Índia                       | Terra batuda | Gilles Moretton    | Sashi Menon Sherwood Stewart    | 6−7, 4−6                |
| Guanyador | 1.   | 1981 | Niça, França                         | Terra batuda | Pascal Portes      | Chris Lewis Pavel Složil        | 4−6, 6−3, 6−4           |
| Guanyador | 2.   | 1981 | París, França                        | Dura         | Ilie Năstase       | Andrew Jarrett Jonathan Smith   | 6−4, 6−4                |
| Guanyador | 3.   | 1982 | Niça (2)                             | Terra batuda | Henri Leconte      | Paul McNamee Balázs Taróczy     | 5−7, 6−4, 6−3           |
| Guanyador | 4.   | 1982 | Basilea, Suïssa                      | Dura (i)     | Henri Leconte      | Fritz Buehning Pavel Složil     | 6−2, 6−2                |
| Finalista | 2.   | 1982 | Tolosa, França                       | Dura (i)     | Jean-Louis Haillet | Pavel Složil Tomáš Šmíd         | 4−6, 4−6                |
| Finalista | 3.   | 1983 | Montecarlo, Mònaco                   | Terra batuda | Henri Leconte      | Heinz Günthardt Balázs Taróczy  | 2−6, 4−6                |
| Finalista | 4.   | 1984 | Filadèlfia, Estats Units             | Moqueta      | Henri Leconte      | Peter Fleming John McEnroe      | 2−6, 3−6                |
| Guanyador | 5.   | 1984 | Roland Garros, França                | Terra batuda | Henri Leconte      | Pavel Složil Tomáš Šmíd         | 6−4, 2−6, 3−6, 6−3, 6−2 |
| Guanyador | 6.   | 1985 | Chicago, Estats Units                | Moqueta      | Johan Kriek        | Ken Flach Robert Seguso         | 3−6, 4−6, 7−5, 6−1, 6−4 |
| Finalista | 5.   | 1985 | US Open, Estats Units                | Dura         | Henri Leconte      | Ken Flach Robert Seguso         | 7−6, 6−7, 6−7, 0−6      |
| Finalista | 6.   | 1986 | La Quinta, Estats Units              | Dura         | Sherwood Stewart   | Guy Forget Peter Fleming        | 4−6, 3−6                |
| Guanyador | 7.   | 1986 | Montecarlo                           | Terra batuda | Guy Forget         | Joakim Nyström Mats Wilander    | 6−4, 3−6, 6−4           |
| Guanyador | 8.   | 1986 | Roma, Itàlia                         | Terra batuda | Guy Forget         | Mark Edmondson Sherwood Stewart | 7−6, 6−2                |
| Guanyador | 9.   | 1986 | Basilea (2)                          | Dura (i)     | Guy Forget         | Jan Gunnarsson Tomáš Šmíd       | 7−6, 6−4                |
| Finalista | 7.   | 1986 | Masters Doubles, Londres, Regne Unit | Moqueta      | Guy Forget         | Stefan Edberg Anders Järryd     | 3−6, 6−7, 3−6           |
| Guanyador | 10.  | 1987 | Lió, França                          | Moqueta      | Guy Forget         | Kelly Jones David Pate          | 4−6, 6−3, 6−4           |
| Guanyador | 11.  | 1987 | Indian Wells                         | Dura         | Guy Forget         | Boris Becker Eric Jelen         | 6−4, 7−6                |
| Guanyador | 12.  | 1987 | Forest Hills, Estats Units           | Terra batuda | Guy Forget         | Gary Donnelly Peter Fleming     | 4−6, 6−4, 6−1           |
| Guanyador | 13.  | 1987 | Roma (2)                             | Terra batuda | Guy Forget         | Miloslav Mečíř Tomáš Šmíd       | 6−2, 6−7, 6−3           |
| Finalista | 8.   | 1987 | Roland Garros                        | Terra batuda | Guy Forget         | Anders Järryd Robert Seguso     | 7−6, 7−6, 3−6, 4−6, 2−6 |
| Guanyador | 14.  | 1987 | Queen's, Regne Unit                  | Gespa        | Guy Forget         | Rick Leach Tim Pawsat           | 6−4, 6−4                |
| Guanyador | 15.  | 1988 | Orlando, Estats Units                | Dura         | Guy Forget         | Sherwood Stewart Kim Warwick    | 6−4, 6−4                |
| Guanyador | 16.  | 1990 | Niça (3)                             | Terra batuda | Alberto Mancini    | Marcelo Filippini Horst Skoff   | 6−4, 7−6                |
| Finalista | 9.   | 1990 | Bordeus, França                      | Terra batuda | Mansour Bahrami    | Tomàs Carbonell Libor Pimek     | 3−6, 7−6, 2−6           |

### Equips: 1 (0−1)
| Resultat  | Núm. | Data                      | Torneig                      | Superfície       | Equip         | Oponents                              | Marcador |
| --------- | ---- | ------------------------- | ---------------------------- | ---------------- | ------------- | ------------------------------------- | -------- |
| Finalista | 1.   | 26−28 de novembre de 1982 | Copa Davis, Grenoble, França | Terra batuda (i) | Henri Leconte | John McEnroe Gene Mayer Peter Fleming | 1−4      |

## Carrera musical

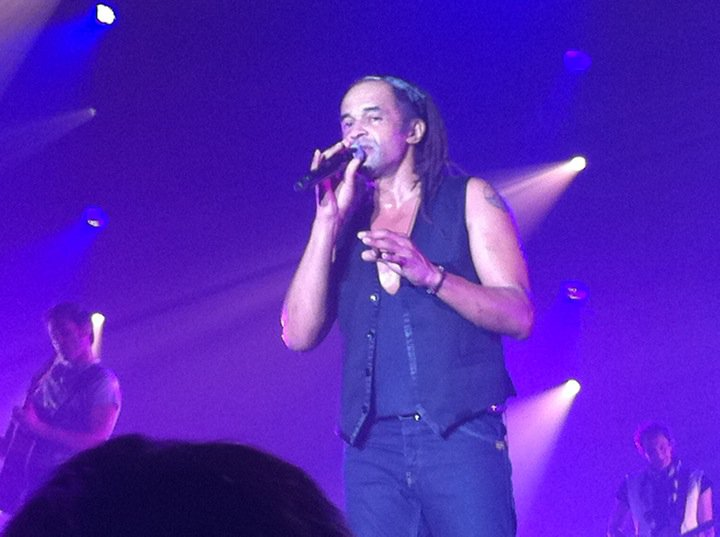
Yannick Noah en concert a Rennes (2011).

Un cop retirat del tennis professional, Noah va iniciar una carrera com a cantant fent diverses actuacions al llarg d'Europa. El primer àlbum musical fou llançat l'any 1991 amb el títol de Black or What. Entre les cançons dels primers treballs destaquen "Saga Africa", "Get on Back" i "Simon Papa Tara", aquesta darrera amb la col·laboració d'Erick Benzi i Robert Goldman. També va cantar cançons de Bob Marley i Téléphone. A nivell de vendes destacà el setè àlbum titulat Charango (2006), superant el milió de còpies gràcies als senzills "Donne-moi une vie" i "Aux arbres citoyens". L'any 2010 va tornar amb el seu vuitè treball de nom Frontières, en el qual destaca la cançó "Angela", dedicada a l'activista política Angela Davis. El seu darrer treball fou Hommage publicat l'any 2012.

### Discografia
- Black and What (1991)
- Urban Tribu (1993)
- ZamZam (1998)
- Yannick Noah (2000)
- Live 2002 (2002)
- Pokhara (2003)
- Métisse(s) (2005)
- Frontières (2010)

## Beneficència
Noah és una persona molt activa en actes i organitzacions benèfiques. Entre aquesta organitzacions i campanyes destaquen Enfants de la Terre, creada per la seva mare Marie-Claire (1988), Fête le Mur, que va fundar ell mateix (1996) per infants desfavorits d'àrees pobres i banlieues. També és portaveu Appel des Enfants pour l'Environnement que pertany a World Wide Fund for Nature (WWF), i va prendre part cantant amb Les Enfoirés per ajudar a Les Restos du Cœur.